# William Landay
William Landay, né en 1963 à Boston, dans le Massachusetts, aux États-Unis, est un avocat et un écrivain américain, auteur de romans policiers.

## Biographie
Il suit les cours de la Roxbury Latin School (en), puis fréquente l'université Yale et étudie le droit au Boston College. Il travaille pendant sept années comme assistant du District Attorney dans le comté de Middlesex, au Massachusetts, avant de se tourner vers l'écriture.
En 2003, il publie un premier roman intitulé Missions Flats. Ben Truman, le chef de la police d'une paisible commune du Maine, découvre le cadavre d'un procureur de Boston, avant de se faire écarter de l'enquête par ses supérieurs. Aidé d'un policier à la retraite, il entreprend sa propre investigation dans les quartiers populaires de Boston. Succès critique et commercial, ce roman obtient le CWA New Blood Dagger (en) du meilleur premier roman en 2003.
Landay revient en 2007 avec le roman The Strangler, puis en 2012 avec le thriller psychologique Defending Jacob.

## Œuvre

### Romans
- Mission Flats (2003) Publié en français sous le titre Boston requiem, traduction de Michèle Garène, Paris, R. Laffont, 2005, réédition, Paris, J'ai Lu no 9056, 2008.
- The Strangler (2007)
- Defending Jacob (2012) Publié en français sous le titre Défendre Jacob, traduction de Philippe Mothe, Neuilly-sur-Seine, M. Lafon, 2012, réédition, Paris, J'ai Lu no 10534, 2013.
- All That Is Mine I Carry with Me (2023) Publié en français sous le titre Qui a tué Jane Larkin ?, M. Lafon, 2023.

## Prix et distinctions notables
- CWA New Blood Dagger (en) 2003 du meilleur premier roman pour Mission Flats.
- Nomination au Hammett Prize 2012 pour Defending Jacob.
- Nomination au International Thriller Writers Awards (en) 2013 pour Defending Jacob.
- Nominations au prix Barry 2004 du meilleur premier roman pour Mission Flats et 2013 du meilleur roman pour Defending Jacob.